# Talk Radio (Film)
Talk Radio ist ein US-amerikanisches Filmdrama von Oliver Stone aus dem Jahr 1988. Eric Bogosian und Oliver Stone schrieben das Drehbuch anhand des Buches Talked To Death: The Life and Murder of Alan Berg von Stephen Singular.

## Handlung
Barry Champlain moderiert in Dallas die nächtliche Sendung des Radiosenders KGAB. Seine Zuhörer haben die Möglichkeit, während der Liveübertragung anonym anzurufen und eigene kurze Beiträge oder Statements in den Äther zu geben. Aufgrund der Anonymität fühlen sich die Anrufer sicher und haben keine Hemmungen. Champlain entlarvt auf diese Art die Anrufer, wenn auch ungenannt, teils als naive, teils als bösartige Menschen, und zerstört damit für alle Zuhörer die Illusion einer heilen Welt, mit (speziell im politisch korrekten Amerika) nichts als vermeintlich netten Menschen. Gelegentlich provoziert Champlain seine Anrufer zusätzlich, damit diese ihre Maske der Freundlichkeit fallen lassen und ihre Überzeugungen besser erkennen lassen.
Die sensationslüsternen und voyeuristischen Zuhörer kommen ebenfalls nicht ungeschoren davon. Dadurch gewinnt Champlain zwar viele Anhänger, macht sich aber auch Feinde, darunter Neonazis, welche die Anonymität der Sendung nutzen möchten, um ihre Propaganda zu verbreiten. Champlain scheinen Zweifel zu kommen, ob sein Konzept noch tragbar ist, oder ob es nicht zu weit geht, den neonazistischen Anrufern ein Podium zu geben. Letztendlich macht es Champlain jedoch zu großen Spaß, die Beschränktheit der Anrufer zu demonstrieren und sie in Rededuellen vorzuführen. Champlain macht aus feuriger Leidenschaft seinen Job auf seine ganz eigene Art.
Champlains Vorgesetzte bei KGAB geben sich besorgt und raten ihm zur Zurückhaltung. Champlain kommt dem nicht nach. Er weiß, dass seine Sendung von Sensation und Skandal lebt. Zur Vorsicht und Zurückhaltung ermahnt ihn auch seine Ex-Ehefrau Ellen, die um sein Leben fürchtet.
Champlain erhält eine anonyme Morddrohung. Anscheinend ist er sich selbst nicht sicher, ob die Morddrohung ernst zu nehmen ist. Ihm wird anscheinend auch klar, dass er insoweit im Nachteil ist, als seine Anrufer für ihn anonym sind, während er und seine Rundfunkstation, von der aus er moderiert und sendet, bekannt sind.
Champlain sehnt sich nach seiner Ex-Ehefrau und bittet sie während der Liveübertragung zu besuchen, wenn seine Sendung nicht nur lokal, sondern erstmals national gesendet werden soll, und er weckt in ihr wieder alte Gefühle. Sie geht der Einladung nach und erscheint im Studio. Aus fadenscheinigen Gründen wird Champlains Sendung jedoch nur in Dallas und nicht landesweit gesendet.
Die Sendung verläuft für Champlain diesmal völlig anders als sonst. Im Studio öffnet er einen Drohbrief, in dem ein blutverschmiertes Bild von sich steckt. Er holt Kent, einen jugendlichen Anrufer, spontan ins Studio und verliert dabei fast die Kontrolle über den Sendungsablauf. Das merkt Ellen und lässt sich als Anruferin zu ihm durchstellen. Sie erzählt, dass sie ihn noch liebe und er sagt ihr, übers Radio, dass er viele Frauen haben könne und weist sie ab. Als sie daraufhin das Studio verlässt, kommt er endgültig aus dem Konzept. Champlain hält einen Monolog vor seinen Zuhörern und gibt zu, dass er ein schlechter Mensch sei. Er scheint zu der Erkenntnis zu kommen, dass er zwar andere Menschen schnell durchschauen kann, mit sich selbst jedoch nicht im Reinen ist.
Nach der Sendung verabschiedet sich Champlain von seiner Produzentin und Geliebten Laura auf dem Parkdeck und geht zu seinem Wagen. Ein vermeintlicher Fan will ein Autogramm von ihm, zieht dann jedoch eine Waffe und erschießt den Moderator.
Im Abspann sind Anrufer zu hören, die ihre Meinung zum Tod Champlains erzählen.

## Kritiken
Roger Ebert schrieb in der Chicago Sun-Times vom 21. Dezember 1988, die Regie von Oliver Stone weise „klaustrophobische Intensität“ auf. Bis auf einige Rückblenden würden die meisten Szenen im Radiostudio gedreht. Eric Bogosian sei die richtige Besetzung der Hauptrolle, weil er ein Gespür für die erzählte Geschichte habe und den gespielten Charakter überzeugend darstelle.
Das Lexikon des internationalen Films schrieb, der Film zeichne „ein düsteres Bild einer Medienwelt, in der Kommunikation zur Konfrontation verkommen ist“ und zeige „das Psychogramm eines Mannes, der an sich und der Welt leidet und immer tiefer in die Isolation gedrängt wird“. Er sei „eindrucksvoll gespielt“, „weitgehend überzeugend inszeniert“ und fessle „durch die hervorragende Kameraarbeit“.

## Auszeichnungen
Oliver Stone, Eric Bogosian und der Kameramann Robert Richardson wurden im Jahr 1989 für den Independent Spirit Award nominiert. Oliver Stone wurde 1989 für den Goldenen Bären nominiert, Eric Bogosian gewann als Darsteller und Drehbuchkoautor den Silbernen Bären. Der Film wurde 1990 für den Political Film Society Award für Menschenrechte nominiert.
Der italienische Synchronsprecher Roberto Chevalier gewann 1990 den italienischen Filmpreis Nastro d’Argento des Sindacato Nazionale Giornalisti Cinematografici Italiani.

## Hintergrund
Die Handlung beruht auf der wahren Geschichte des Radiomoderators Alan Berg, der in Denver lebte und am 18. Juni 1984 von Mitgliedern der rechtsextremen Gruppe The Order ermordet wurde.
Der Film wurde in Dallas und in Irving (Texas) gedreht. Seine Produktionskosten betrugen schätzungsweise 4 Millionen US-Dollar. Der Film spielte in den Kinos der USA ca. 3,47 Millionen US-Dollar ein.